# Lucyna Kałużna
Lucyna Kałużna, coniugata Bek (Łódź, 30 giugno 1953), è un'ex cestista polacca.
È la moglie di Andrzej Bek.

## Carriera
Con la Polonia ha disputato i Campionati europei del 1974.